# Ennahar TV
Pour les articles homonymes, voir Ennahar.
 (juillet 2025).
Ennahar TV (en arabe : تلفزيون النّهار, signifiant « le jour »), est une chaîne de télévision privée algérienne d'information nationale en continu, filiale du groupe Ennahar.
Première chaîne d'information lancée en Algérie, elle se veut une alternative locale des chaînes d'information internationales en important le modèle du hard news.
Parfois très controversée pour ses positions et ses lectures politiques, Ennahar TV est pourtant, en Algérie, la première chaîne en parts d'audience en 2016. En 2019, elle reste toujours première chaine algérienne en parts d'audience.
[réf. souhaitée]
Elle est accessible gratuitement sur le satellite, le câble, la télévision IP et en lecture en continu sur Internet.
Anis Rahmani, de son vrai nom Mohamed Mokaddem, était le président-directeur général de la chaîne depuis sa création. La Cour d'Alger a confirmé en 2022, le jugement de première instance prononcé à l'encontre du patron du groupe "Ennahar", Mohamed Mokaddem, dit "Anis Rahmani", poursuivi dans une affaire de corruption, qui a été condamné à une peine de 10 ans de prison ferme, assortie d'une amende d'un (01) million de DA.

## Historique

### 2012–2014: Naissance de la première chaîne d'information
À la suite du succès du quotidien Ennahar El Djadid, lancé en 2007, et qui est très vite devenu le 3e support en matière de tirage, et profitant du flou de la réglementation, le couple Anis Rahmani et Souad Azzouz décide de se lancer dans la télévision. Ils choisissent pour leur chaîne le nom d' « Ennahar TV » et décident de la spécialiser dans l'information par manque de moyens financiers. Ils mobilisent alors 800 000 dinars (soit 7 500 euros) pour acquérir deux caméras et une petite régie, et confectionner un studio dédié aux plateaux pour les JT et les émissions de débat. La chaîne qui n'a organisé aucun événement pour annoncer son lancement, voit finalement le jour le 6 mars 2012 et commence à émettre en mode test depuis la capitale jordanienne Amman via le satellite Nilesat. Elle ouvre sa grille de programmes par la diffusion de son tout premier journal présenté par le duo Riyad Benamar et Nour El Yakin Meghriche. Elle entend créer un lien de proximité avec les préoccupations des téléspectateurs de toute l'Algérie en accordant une très large place aux images en provenance du terrain[réf. souhaitée]. Ses premières émissions sont présentées en majeure partie par des journalistes issus de la rédaction papier, novices en matière d'audiovisuel.
Dix mois après son lancement, le 16 janvier 2013, Ennahar TV est la première chaîne de télévision à donner l'information sur l'attaque terroriste du site gazier de Tiguentourine, dans le sud algérien, tout en diffusant les images exclusives d'otages se rendant à leurs ravisseurs islamistes dans le complexe gazier. L'AFP produit une capture d'écran, et l'image fait le tour du monde. De fait, Ennahar TV s’est distinguée par ses reportages sur place et ses estimations du nombre de victimes, plus précises que celles de ses rivaux locaux et internationaux. Rétrospectivement, elle a donné une version plus exacte des événements que les sources officielles.
Le 28 février 2013, Ennahar TV est le premier média au monde à annoncer la mort d'Abdelhamid Abou Zeid, émir d'Aqmi, tué par l'armée française dans l'Adrar Tigharghar au Nord-Mali,. Cependant, les plus lourds médias du monde, dont notamment : TF1, Al Jazeera et Le Monde, mais aussi les chaînes YouTube, reprennent en boucle cette information, montrant les images diffusées par Ennahar TV relatives à ce « scoop ». Un mois plus tard, c'est encore elle qui divulgue le nom du successeur d'Abou Zeid, Djamel Okacha. La chaîne est depuis devenue une référence en termes d'actualité sécuritaire dans la région.
Le 6 avril 2013, le ministre de la Communication Mohamed Saïd confirme l'octroi d'agrément à Ennahar TV, aux côtés d'Echourouk TV et El Djazairia, ce qu'il lui permet d'ouvrir une représentation à Alger, d'être informée de l'agenda du gouvernement, de démarcher des annonceurs nationaux et de traiter avec les banques algériennes. Mais cette autorisation administrative est provisoire et celle-ci était valable jusqu'au 31 décembre 2013,.
Le 5 juillet 2013, Ennahar Documentaires, une chaîne sœur d'Ennahar TV, commence ses émissions sur Nilesat. Cette dernière diffuse en continu des reportages et des documentaires issus du catalogue d'Ennahar TV. Mais cette chaîne cesse sa diffusion quelques semaines après son lancement (août), afin de mieux la relancer.
La chaîne fait polémique lorsqu'elle diffuse le 10 décembre 2013 à 22h (heure algérienne) une enquête filmée sur la vie nocturne dans les résidences universitaires-filles en Algérie. Dans cette enquête, intitulée « Quand des étudiantes se transforment en filles de joie », deux journalistes munies de caméra miniature filment un échantillon d'étudiantes qui ont intégré le monde de la drogue et de la prostitution. Cependant, le ministre de l'Enseignement supérieur et de la recherche scientifique, Mohamed Mebarki, accuse la chaîne de « faire dans l'approximation et le manque de professionnalisme », et l'Union nationale des femmes algériennes (UNFA), quant à elle, est allée jusqu'à considérer le reportage comme « une autre tentative de remettre en question les acquis de la femme algérienne » Et dix jours après la diffusion de l'émission, l'Office national des œuvres universitaires (ONOU) dépose plainte contre la chaîne pour « diffamation et intention de nuire au secteur de l'Enseignement supérieur ».

### 2014–2016: La petite chaîne qui monte
Avec la naissance de la chaîne Echourouk News en 2014, plusieurs journalistes quittent Ennahar TV pour cette dernière, dont Riyad Ben Amar, Madiha Allalou, etc.
Le 11 avril 2014, le correspondant d'Ennahar TV à Khenchela, qui couvrait la campagne électorale du candidat Ali Benflis dans cette wilaya, est agressé par les partisans de ce dernier tout en proférant des insultes contre la chaîne pour des raisons inconnues. Celui-ci a été sauvé grâce à l'intervention immédiate de la police.
En mai 2014, une équipe de journalistes de la chaîne réalise une enquête sur la sécurité dans les maternités, publiques ou privées. Elle montre, en caméra cachée, à quel point il est facile d'enlever un nouveau-né dans une nurserie. Elle filme le rapt et le diffuse sous forme de sujet dans un bulletin d'information. Quelques heures plus tard, un bébé est enlevé dans une maternité de Constantine, ce qui émeut tout le pays. L'enquête surprend la concurrence et la chaîne gagne de crédibilité.
Pendant la coupe du monde de football de 2014, un dispositif exceptionnel est mise en place par la chaîne, avec plusieurs rendez-vous tout au long de la journée (Mâan Ila l'Brazil, Taaraf Ala Mountakhabik, Météo au Brésil…) et une vingtaine d'envoyés spéciaux au Brésil pour couvrir cette compétition.
Le 30 juillet 2014, Ennahar TV et Ennahar Online ouvrent une journée spéciale en solidarité avec le peuple gazaoui, sous le slogan « Nous sommes tous Gaza », à la suite de l'offensive d'Israël sur la Palestine.
En septembre 2014, Ennahar TV lance, en collaboration avec Ennahar El Djadid, sa page officielle sur Facebook. Cette page permet à ses abonnés de suivre l'actualité d'Algérie et du monde, actualisée presque toutes les dix minutes, et permet également à son public d'exprimer son opinion à propos des sujets abordés par la chaîne (elle compte aujourd'hui plus de 2 600 000 abonnés).
Le 28 novembre 2014 est lancée Zahra DZ (devenue Ennahar Aflam puis Ennahar Laki), une chaîne du groupe Ennahar « dédiée à la femme algérienne ». Cette chaîne diffuse des feuilletons arabes ou turques doublés en arabe et rediffuse, entre autres, les plus importantes émissions culturelles et sociales parues sur la chaîne mère, comme Mag-Zoom ou Ennahar.com.
Le 31 mars 2015, Ennahar TV lance sa première application mobile compatible avec les appareils Android. Cette application permet de suivre les dernières informations publiées par Ennahar Online, notamment les Alerte infos, et de regarder les programmes de la chaîne en direct. Elle est préinstallée sur tous les smartphones du fabricant algérien Condor.
En avril 2015, le président de l'Autorité de régulation de l'audiovisuel (Arav), Miloud Chorfi, choisit Ennahar TV pour entamer une série de rencontres avec les différents acteurs du secteur, notamment avec Anis Rahmani, le directeur général du groupe Ennahar.
Le 2 juin 2015, lors de la 9e édition du concours Media Star, Ibtissam Bouslama, une journaliste d'Ennahar TV a décroché le deuxième prix dans la catégorie « production audiovisuelle » pour son reportage intitulé « la cybercriminalité », qui a été diffusé par l'antenne de la chaîne.
Le 27 décembre 2015, Ennahar TV est rappelée à l'ordre par l'Arav pour la diffusion d'une enquête sur les biens de la secrétaire générale du Parti des travailleurs, Louisa Hanoune, et les membres de sa famille. Miloud Chorfi, directeur de l'Arav, a convoqué le rédacteur en chef de la chaîne pour lui adresser un avertissement verbal qui sera refusé plus tard par le DG de la chaîne.

« J'ai été convoqué aujourd'hui par l'Autorité de régulation qui nous a reproché d'avoir diffusé une enquête sur Louisa Hanoune et sa famille. Elle nous a infligé un avertissement verbal. Je ne pouvais pas bloquer cette enquête pour faire plaisir à Louisa Hanoune. Je n'accepte pas cet avertissement. »

— Anis Rahmani, PDG du groupe Ennahar
Cependant, le PT annonce dans un communiqué avoir décidé de porter plainte contre le groupe Ennahar et l'accuse de mener une « sale campagne » contre le parti,,.

### Depuis 2016: Stabilité et développement
Le 24 janvier 2016, durant toute la matinée jusqu'à 11 heures, Ennahar TV affiche un écran noir. Selon un communiqué de la chaîne publié sur son site web, il s'agit d'une panne technique due à la coupure d'un câble de la fibre optique en Égypte vers 6h50, et qui a aussi touché plusieurs autres chaînes.
Le 27 janvier 2016, Ennahar TV signe un traité avec l'Office national des droits d'auteur et des droits voisins (ONDA) au Palais de la culture Moufdi Zakaria à Alger, en présence d'Azzedine Mihoubi, ministre de la culture, et Miloud Chorfi, directeur de l'ARAV. Ce traité permet, entre autres, aux artistes et producteurs algériens de bénéficier de leurs droits de rémunération contre l'exploitation de leurs œuvres dans les programmes de la chaîne.
Après quatre ans d'exploitation, le 6 mars 2016, Ennahar TV inaugure son nouveau siège à Alger, baptisé au nom du moudjahid Mokaddem Ben Slimane, père du PDG de la chaîne. Cet évènement est accompagné d'une cérémonie qui a vu la présence de la veuve du moudjahid, du ministre des Moudjahidines Tayeb Zitouni et du président du Front national de la justice sociale Khaled Bounedjma. Le cheikh Chemseddine Bouroubi dit Chemseddine El Djazairi, icône de la chaîne, a prononcé pour la circonstance un éloge funèbre en la mémoire du moudjahid et a lu la Fatiha en présence de tous les invités. En effet, la chaîne bénéficie dans ce nouveau bâtiment d'équipements mieux adaptés à ses nouveaux enjeux,.
Le 10 mai 2016, le milliardaire algérien Issad Rebrab décide d'annuler toutes les annonces et spots publicitaires de son entreprise Cevital sur Ennahar TV. La chaîne précise que ce geste est une réaction à un article, publié le 1er mai, révélant l'implication de cet industriel dans l'affaire Panama Papers. Le même jour, Rebrab dément ce qu'il a considéré comme une « fausse information ». De son côté, le P-DG de la chaîne réagit à cette décision et affirme que la part des encarts publicitaires de Cevital ne dépasse pas 0,5 % du chiffre d'affaires du groupe,.
En effet, 24 heures après cette décision d'Issad Rebrab, le 11 mai, Ennahar TV consacre une édition spéciale de son journal de 20h, intitulée « Rebrab… l'autre visage » où elle accuse ouvertement Rebrab de « riche de guerre, ayant construit son empire sur le malheur des algériens », tout en diffusant de nombreux témoignages contre cet homme, dont ceux d'ex-ministres. En réponse à ces accusations, Rebrab annonce avoir déposé plainte contre Ennahar TV pour diffamation. La chaîne, qui avait déclaré d'être en possession de preuves écrites, les publie également sur son site web. Et parmi les 717 pages mises en ligne, 4 contenant des directives et des orientations, considérées par Liberté, un quotidien appartenant à Rebrab, comme données par des ordonnateurs aux journalistes de la chaîne pour nuire à cet homme d'affaires. Dans sa réaction, le PDG de la chaîne, invité au JT de 17h, réfute que la mise en ligne de ces pages soit intervenue par mégarde, mais que leur publication est volontaire,.
Après la condamnation d'Anis Rahmani, le groupe Ennahar est confisqué par la justice algérienne.

## Organisation

### Dirigeants
Fondateurs
- Anis Rahmani[2] ;
- Souad Azzouz[2].

Président-directeur général
- Anis Rahmani[2].

Rédacteur en chef
- Ahmed Hafsi
- Yasser ourabi[39].

Rédacteur en chef adjoint
- Haroun Nemoul[40].

Responsable du service économique et des correspondants en régions
- Yacine Babassi[39].

Directeur du département Production
- Youcef Nakaa[40].

### Statut
Comme toutes les chaînes privées algériennes, Ennahar TV n'est qu'une chaîne de droit étranger disposant d'un bureau en Algérie. Sa rédaction est basée à Alger, mais elle émet toujours à partir d'Amman (Jordanie). Elle fait partie, aux côtés d'Echourouk TV, Dzaïr TV, El Djazairia et Hogar TV, des cinq chaînes de télévision agréées par l'État, contrairement aux autres chaînes qui sont considérées offshore.

### Siège

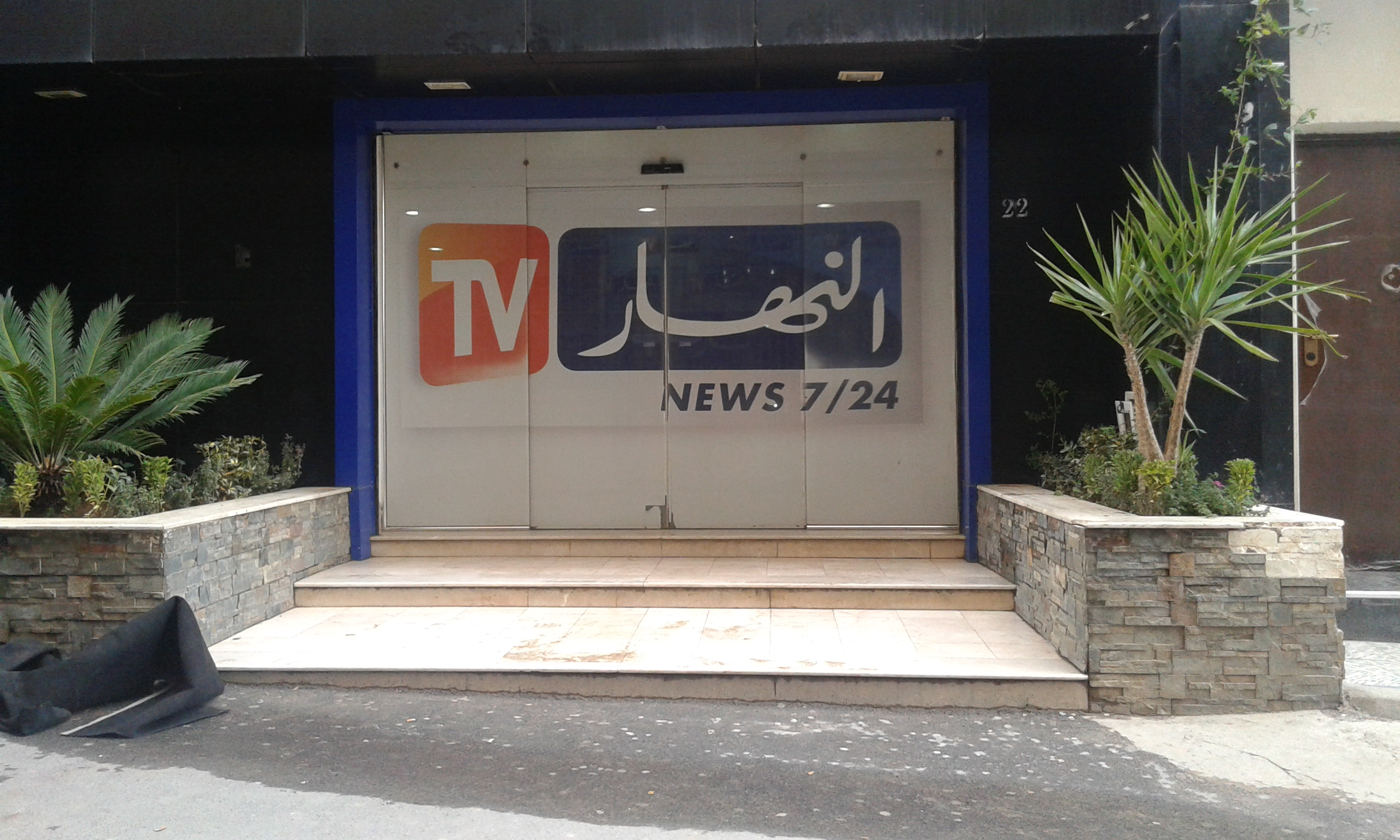
Siège d'Ennahar TV à Bir Mourad Rais, Alger.

Le siège d'Ennahar TV, baptisé Mokaddem Ben Slimane, est composé de deux tours jumelles de 7 étages qui se trouvent dans la zone d'activité du quartier Saïd Hamdine dans la commune de Bir Mourad Raïs (Alger). Il comporte 6 studios (contre 2 au départ), les 6 rédactions de la chaîne (politique, socio-économique, locale, internationale, reportages et enquêtes) et le service Archives et VTR. Ce même immeuble abrite aussi les bureaux d'administration du groupe Ennahar et de ses filiales.
Il est à noter que sa concurrente, Dzaïr News, est installée dans le même lieu, juste quelques mètres plus bas.

### Capital
Malgré la loi qui interdit à un propriétaire et aux membres de sa famille d'avoir plus de 40 % des parts dans une chaîne privée, Ennahar TV est filiale à 100 % du groupe Ennahar, qui est également propriétaire d'Ennahar El Djadid (quotidien généraliste), Echibek (quotidien sportif) et Ennahar Online (site web d'informations). La principale source de revenus de la chaîne est les annonceurs publicitaires.

### Budget
À son lancement, en 2012, le budget de fonctionnement d'Ennahar TV était assuré à hauteur de 80 % par le journal Ennahar El Djadid et pour 20 % par ses recettes publicitaires. Aujourd'hui, ce rapport est inversé avec seulement 20 % à la charge du quotidien.
Cette chaîne qui coûte près de 1,8 million d'euros par an, engloutit tous ses revenus et ne rapporte presque aucun revenu publicitaire.

### Personnel
Ennahar TV emploie plus de 425 salariés, toutes catégories confondues, dont une centaine de jeunes journalistes. Ce personnel qui a une moyenne d'âge entre 22 et 26 ans, compte au moins 140 femmes, soit 70 %. La chaîne dispose aussi d'un réseau de correspondants dans les 48 wilayas d'Algérie, en plus de ceux de l'étranger (Paris, Ghaza, etc.). Leurs salaires varient entre 50 000 et 80 000 dinars selon la mission.

## Identité visuelle
Ennahar TV a procédé à des changements d'habillage le 1er avril 2013 en mettant à l'antenne un nouveau logo, un nouveau bandeau d'informations et de nouveaux jingles publicités et a modifié le décor de ses studios. Ceci vient afin de moderniser l'image de la chaîne qui connait une grande concurrence. Ainsi, lors de la diffusion de ses programmes, l'écran d'Ennahar TV est partagé par le logo affiché en haut à droite, et le bandeau d'informations bilingue (arabe et français) affiché en bas et qui prend les mêmes couleurs que le logo. Ce dernier est remplacé par un bandeau rouge qui n'affiche qu'une seule dépêche urgente lorsqu'une information importante arrive. Mais pendant la publicité, le tout est supprimé.

### Logos

Logo du projet Ennahar TV
Logo d'Ennahar TV du 6 mars 2012 au 1er avril 2013
Logo d'Ennahar TV depuis le 1er avril 2013
Logo d'Ennahar Laki

### Slogans
Ennahar TV a connu plusieurs slogans et accroches de campagnes promotionnelles. Elle en utilise plusieurs pour attirer davantage de téléspectateurs. La présente liste est non exhaustive :
- « Première chaîne d'info en Algérie » (en arabe : « القناة الإخبارية الأولى في الجزائر », Al-qanāt al-ikhbāriyyah al-ūlá fī al-jazā’ir?).
- « La chaîne la plus regardée d'Algérie » (en arabe : « القناة الأكثر مشاهدة في الجزائر », Al-qanāt al-akthar mushāhadatan fī al-jazā’ir?).
- « L'actualité sans arrêt » (en arabe : « الأخبار دون انقطاع », Al-akhbār dūna ’inqitā‘?).
- « Toujours plus proche de vous » (en arabe : « دائما أقرب إليكم », Dā’iman aqrabu ilaykum?).
- « Où que vous soyez » (en arabe : « أينما كنتم », Aynamā kuntum?).
- « Toujours au sommet » (en arabe : « دائمًا في القمّة », Dā’iman fī al-qimmah?).
- « Vous pensez et nous réalisons » (en arabe : « أنت تفكّر و نحن نجسّد », Anta tufakkir wa naḥnu nujassid?).

## Formule éditoriale et concept d'antenne
Ennahar TV se présente comme « la première chaîne d'info en Algérie ». Depuis sa création en 2013, sa formule éditoriale et son concept d'antenne sont centrés sur l'information (politique, économique, sportive…). Elle ne se contente pas de retransmettre l'information brute, mais renforce sa grille avec des magazines et débats diffusés entre les journaux programmés toutes les heures. La chaîne, qui est loin de l'infotainment (mélange de l'information et du divertissement), préfère le breaking news (traitement de l'actualité à chaud) et parvient à se faire connaître par ses micro-trottoirs.
Ennahar TV est aussi une télévision de proximité. Elle se caractérise par ses reportages touchant aux sujets anodins qui intéressent directement le citoyen algérien, comme les tremblements de terre, les grèves ou les phénomènes sociaux qui sortent de l'ordinaire.
La chaîne se sert, quelquefois, de la polémique pour faire le buzz. Ainsi, l'émission religieuse Insaḥūni du premier télé-islamiste algérien Cheikh Chemseddine, attire chaque jour plus de 3,6 millions de téléspectateurs.
Concernant son style et sa présentation, Ennahar TV semble faire référence à des chaînes arabes (Al Jazeera), françaises (France 24, BFM TV et CNews) et anglo-saxonnes (BBC World News et CNN). Elle se démarque aussi de ses concurrentes algériennes, Echourouk News et Dzaïr News, par la créativité de ses jingles et l'originalité de ses bandes-annonces.
Elle est considérée par certains comme étant la chaîne la plus influente du paysage audiovisuel algérien, et a des relations très étroites avec le pouvoir en place. D'ailleurs, Ennahar TV est devenue la télévision la plus prisée des ministres et des hommes politiques algériens. La chaîne arrive même à rivaliser avec Al Jazeera en raison du recul de la chaîne qatarie sur le terrain médiatique arabe.Cependant, la chaîne est souvent accusée de désinformation et de relayer des fake news,.

## Programmes
C'est vrai qu'au départ, ce n'était pas évident de faire plusieurs journaux, mais avec le temps on a appris à ne pas refaire les mêmes erreurs et maintenant nous sommes capables de parler de tout.
La majorité des programmes d'Ennahar TV sont des journaux télévisés d'information (diffusés habituellement chaque début d'heure), précédés par des bulletins météo tout en images. Selon MMR, le JT principal de la chaîne capte l'intérêt de 8 millions d'Algériens, et est le plus suivi par les médias étrangers pour s'enquérir des dernières informations sur le pays.
La chaîne diffuse également des magazines d'actualité, des débats télévisés politiques (Niqāsh ‘Alá al-Mubāshir) ou économiques (Ḍayf al-Iqtiṣād), des manchettes (Qahwá w Jurnān), des micro-trottoirs (Ṣarīḥ Jiddan), des enquêtes télévisées (Taḥqīqāt) et plus rarement des émissions socioculturelles (Inṣaḥūni, Mā Warā’a al-Judrān, Jazā’iriyūn, Soleil de nuit, etc.).
Mais durant le mois de ramadan, la chaîne change complètement sa grille de programmes en se tournant vers le divertissement et en diffusant même des feuilletons télévisés.

### Exclusivités de la chaîne
Voici quelques exclusivités d'Ennahar TV :
- Première chaîne au monde à diffuser l'information sur la mort du chef d'Aqmi, Abdelhamid Abou Zeid[7],[8],[4].
- Première chaîne à donner l'information sur l'attaque terroriste du site gazier de Tiguentourine dans le sud algérien en 2013[44].
- Première chaîne à accéder à l'intérieur d'un tribunal algérien[N 4] (filmage du procès de Fayçal Faïd, frère de Redouane Faïd, mis en cause dans l'affaire du meurtre de la policière française Aurélie Fouquet, qui a fait l'objet d'un mandat d'arrêt international après avoir fui la France)[1].
- Première et seule chaîne à diffuser les images de sortie du convoi de Rafik Khalifa à l'Aéroport d'Alger[49].
- Seule chaîne algérienne à marquer le coup sur les attentats de Paris de 2015 en temps réel[50].
- Première chaîne à donner des informations sur la puissance et l'épicentre du séisme qui a touché Alger en 2015[44].

## Audience
Il n'existe pas de système mesurant l'audience instantanée en Algérie. Seuls des sondages permettent d'apprécier les parts d'audience des chaînes de télévisions.

Comparaison des audiences d'A3, Echourouk TV et Ennahar TV.

### Audience globale
| Période       | Taux d'audience | Classement national | Source              | Note(s) |
| Ramadan 2013  | 23 %            | 2e                  | Immar               | |
| Mars 2014     | 21,45 %         | 1re                 | MMR                 | |
| Avril 2014    |                 | 1re                 | MMR                 | La chaîne est suivie par 3 millions de téléspectateurs                                                                                           |
| Ramadan 2014  | 36,83 %         | 1re                 | Immar               | Statistiques du 1er jour du Ramadan (coupe du monde de football 2014)                                                                            |
| Janvier 2015  | 13,3 %          | 1re                 | Sigma Conseil       | |
| Ramadan 2015  | 35,3 %          | 2e                  | Media & Survey      | Statistiques de la 1re semaine du Ramadan. Le taux de pénétration est de 16 %                                                                    |
| Novembre 2015 | 7,59 %          | 5e (Immar) 2e (MMR) | 5e (Immar) 2e (MMR) | La chaîne est suivie par 4 millions de téléspectateurs quotidiennement (MMR)                                                                     |
| Décembre 2015 | 4,59 %          |                     | Immar               | |
| Janvier 2016  |                 | 2e                  | Media & Survey      | La chaîne est suivie par 5 millions d'Algériens selon MMR                                                                                        |
| Juin 2016     |                 | 1re                 | MMR                 | La chaîne est suivie par 8.5 millions d'Algériens, un record pour une chaîne privée en Algérie                                                   |
| mai 2018      | 12,8 %          | 1                   | MMR                 | Statistiques de la deuxième semaine du Ramadan. La chaine se place première en termes de durée d'écoute par téléspectateur avec 1h et 8 minutes. |
| décembre 2019 | 12,99 %         | 1                   | MMR                 | Statistiques du 5 au 11 décembre 2019 soit une semaine avant l'élection présidentielle. La chaine est suivi par 8,5 millions d'Algériens         |

### Audiences des programmes
Le journal télévisé principal d'Ennahar TV est suivi par environ 8 millions d'Algériens, l'émission de fatwa Inṣaḥūni par 3,6 millions de téléspectateurs et l'émission matinale Qahwá w Jurnān par 1 million de téléspectateurs. Zednā Ḥkemnāk, la caméra cachée diffusée durant le mois de ramadan 2015, a été classée 4e avec 5,24 % des parts d'audience le 22 juin 2015, puis 3e avec 3,59 % des parts d'audience le jour suivant. L'autre caméra cachée diffusée durant le ramadan 2016, Rāna Ḥkemnāk V.I.P, dans son épisode piégeant la ministre d'Éducation nationale Nouria Benghabrit, est visionnée plus de 100 000 fois sur YouTube.

### Divers
Selon les enquêtes d'audience sur le paysage audiovisuel algérien menées par les deux instituts Immar et MMR à la fin de 2014 :
- Ennahar TV attire plus de 31 % du public âgé entre 29 et 30 ans, 41 % du public âgé entre 30 et 40 ans et environ 24 % du public âgé plus de 50 ans.
- Elle est la chaîne qui attire le plus de personnes de la gent féminine, surtout celle âgée entre 25 et 55 ans.
- Elle compte environ 43 % de son public à Alger, 19 % à Oran, 14 % à Tlemcen, 7 % à Tizi-Ouzou et 6 % de la totalité des téléspectateurs à Constantine et Sétif.

À noter aussi que le site web de la chaîne fait partie des trente sites les plus visités en Algérie en 2014 selon Alexa.

## Journalistes, passés ou présents
- Imen Abei
- Amina Bendahman
- Sabrina Bouabella
- Mohamed Chaouki Allek
- Madiha Allalou
- Bilal Ammini
- Sihem Baba
- Yacine Babassi[39]
- Naouel Belakhdar
- Riyad Benamar
- Manel Benameur
- Ibtissam Bouslama[63]
- Majda Benarbia[64]
- Aimad Cherbal
- Islam Chetioua
- Ibtissam Chouach
- Zahrat El Ahlam Chouarbia
- Mammer Djebour
- Yacine El Asslouni
- Hakim Fissa
- Feriel Habib
- Majda Hachemi
- Khor Hadj
- Ahmed Hafsi[39]
- Amir Eddine Ikhlef
- Wafia Khababa
- Hana Khouatria
- Yasser Lorabi
- Kamel Mehoui
- Khaoula Mensouri
- Nabil Mghiref
- Racha Mokrane
- Haroun Nemoul[40]
- Amina Sahraoui (morte du Covid-19 en 2021[65])
- Rima Razek
- Lamis Zebiri

• bilel kerbadj

## Diffusion
- Région couverte par Ennahar TV.

Région couverte par Ennahar TV.

Ennahar TV est une chaîne que ses créateurs souhaitent voir réussir auprès d'un très large public grâce à une politique de diffusion/distribution maximum pouvant toucher 100 % des Algériens. Et pour cela, la chaîne exploite la quasi-totalité des modes de diffusion numérique :

### Satellite
Ennahar TV est diffusée, par satellite, en définition standard (SD) et en clair selon les données techniques suivantes, :
| Satellite                | Arabsat Badr | Eutelsat 3B        | Eutelsat 7WA | Eutelsat 7WA | Yahsat 1A          |
| Position orbitale        | 26° est      | 3.1° est           | 7.3° ouest   | 7.3° ouest   | 52.5° est          |
| Standard de transmission |              | DVB-S2 QPSK MPEG-2 | DVB-S MPEG-2 |              | DVB-S2 8PSK MPEG-4 |
| Fréquence                | 12 303       | 12 531             | 12 360       | 10 921       | 12 130             |
| Polarisation             | Horizontale  | Horizontale        | Verticale    | Verticale    | Horizontale        |
| Symbol Ratio             | 27 500       | 2 265              | 27 500       | 27 500       | 27 500             |
| F.E.C                    |              | 8/9                | 3/4          | 5/6          | 2/3                |

Il est à noter que la chaîne a procédé plusieurs fois à des changements de fréquences, surtout sur l'Eutelsat 7WA. Ainsi, elle passe de 10 921 V à 12 360 V le 1er janvier 2014, puis vers 10 921 V à partir du 20 avril 2016.
La chaîne qui était diffusée sur Hotbird 13D (13°E) sur la fréquence 11 623 V 27 500 3/4, a cessé d'émettre sur ce satellite le 6 mars 2014. Étant diffusée aussi sur Badr 5 (26°E) sur la fréquence 12 303 H 27 500 3/4, elle a finalement arrêté sa diffusion sur ce satellite le 1er janvier 2015.

### Câble
La chaîne, qui cible aussi la communauté algérienne établie à l'étranger, est incluse dans le bouquet TV du réseau câblé français Numericable, sur le canal 402.

### IPTV
Ennahar TV est la 1re chaîne de télévision privée algérienne à intégrer un bouquet TV français via l'ADSL. Elle est aujourd'hui disponible chez la plupart des FAI en France, mais aussi aux États-Unis et au Canada :
| Pays | Distributeur                                | Canal | Source |
| ---- | ------------------------------------------- | ----- | ------ |
|      | La TV d'Orange                              | 501   | [ 67 ] |
|      | SFR Neufbox                                 | 490   | [ 67 ] |
|      | Freebox TV (Pack Arabia et Pack Arabia Max) | 680   | [ 69 ] |
|      | Bbox                                        | 602   | [ 67 ] |
|      | Virginbox                                   | 490   |        |
|      | Rokubox TV (bouquet My Maghreb)             | ???   | ,      |
|      | Amazon Fire TV (bouquet myTV)               | ???   | ,      |

### Autres
Le live d'Ennahar TV est aussi disponible via le site web de la chaîne, l'application Android et sur Xbox 360 en France.
La chaîne est aussi très populaire dans les lieux où il existe une forte demande de l'information, comme les aéroports, supermarchés et cafétérias.

## Controverses et condamnation

### Relations avec les forces de sécurité
Le traitement de l’information par Ennahar TV et son succès commercial suscitent toutefois des questions chez quelques journalistes. Certains s’interrogent sur les relations entre les Mokeddem (famille propriétaire du groupe Ennahar) et les forces de sécurité. « Ils disposent d’informations très spécifiques et très difficiles à obtenir sur les questions de sécurité », note la journaliste Ghania Oukazi, qui connaît bien Anis Rahmani. Certains critiques estiment que, si la chaîne a été autorisée, c’est parce qu’elle ne s’attaque pas aux gens de pouvoir. « Ils ne disent jamais de mal du président Bouteflika ou de l’armée, alors qu’ils sont très durs avec tous les autres », souligne l'un des responsables des médias à Alger. Certains des défenseurs des Mokeddem affirment au contraire qu’Ennahar TV peut critiquer le gouvernement, même si le président Bouteflika n’est pas nommément cité. « Tous les médias d’information ont besoin d’entretenir de bons contacts avec les institutions publiques, y compris les services de renseignement et de sécurité, parce que cela facilite leur travail. Cela leur permet d’accéder aux meilleures sources d’information », explique Anis Rahmani.

### Censure du contenu de l'émissionAkher Kalima
Ennahar TV a diffusé le 24 décembre 2013 un épisode de l'émission Akher Kalima (dernier mot) à laquelle était invité Soufiane Djilali, candidat à l'élection présidentielle d'avril 2014. Or, sur les 56 minutes enregistrées, 12 minutes ont été censurées, soit 20 % de sa durée. La chaîne a justifié cette censure le matin avant la diffusion de l'émission en accusant Soufiane Djilali d'avoir tenu des propos qui ne peuvent diffusés à l'antenne.

### Élections présidentielles de 2014
Ennahar TV a été accusée d' « absence de neutralité » durant les Élections présidentielles algériennes de 2014, et a connu, avec le quotidien Ennahar El Djadid, une campagne de boycott organisée par des internautes[réf. nécessaire].
Le PDG de la chaîne a affirmé ce positionnement en disant :

« Oui, nous avons soutenu le président en avril 2014, et si l'histoire pouvait se répéter, nous allons apporter une deuxième fois notre soutien. Pour nous, soutenir le président Bouteflika en tant que moudjahid, ne veut aucunement dire que nous légitimons le travail du gouvernement. Nous ne sommes pas un porte-parole des autorités comme le pensent certains. »

### Reportage sur Louisa Hanoune
Après la diffusion en décembre 2015 d'une enquête et d'un entretien réalisé par Ahmed Hafsi avec le député du FLN de Annaba, Baha Eddine Tliba, qui s'est attaqué ouvertement au Parti des travailleurs et à sa patronne Louisa Hanoune, l'Autorité de régulation de l'audiovisuel (Arav) a adressé un avertissement verbal à la chaîne, mais son DG l'a refusé au motif d'avoir réuni tous les documents irréfutables approuvés par la rédaction et d'être en possession de preuves et d'enregistrements audio. Le PT, à travers son porte-parole, a répondu à Tliba et la patronne du parti a attaqué la chaîne en justice,,.

### Changement de discours sur Chakib Khelil
En mars 2016, la chaîne a eu l'exclusivité de diffusion de l'information sur le retour de Chakib Khelil en Algérie, et a fait ses louanges. Mais cela lui a coûté cher, car certains internautes et webmédias ont ressorti les anciens traitements de la chaîne sur ce personnage, et ont mis en exergue le changement de position tenu par la chaîne sur Khelil. Mais la direction de la chaîne a indiqué qu'elle ne regrette pas ce traitement, car selon elle, « ça fait partie de l'évolution de mœurs politiques dans les médias », n'hésitant pas à dépêcher ses équipes pour couvrir toute sortie de cet ancien ministre,.

### Condamnation à la suite d'une plainte de Hocine Benhadid
À la suite d'une plainte du général à la retraite Hocine Benhadid pour offense et diffamation, le directeur général, Anis Rahmani ainsi que son rédacteur en chef Ahmed Hafsi ont été condamnés en décembre 2019 à six mois de prison ferme et à une amende de 50 000 Dinars.

### Famille Brahmia
Le 10 février 2020, le tribunal de Bir Mourad Raïs condamne la chaîne pour diffamation et à une amende de 250 000 000 dinars algériens à verser au Trésor public ainsi qu'une compensation financière à chaque membre de la famille Brahmia. La chaîne avait accusé le chef de la délégation algérienne aux JO 2016, Amar Brahmia d'avoir fait voyagé les membres de sa famille pour assister à l'évènement sportif aux frais de l'État algerien; « Aucun soutien financier n’a été octroyé à la famille Brahmia à l’occasion de ce déplacement, ni de la part des institutions de l’Etat, ni d’un quelconque sponsor, ni de la part du Comité olympique et sportif algérien » indique le communiqué .

### Anis Rahmani
Le 12 février 2020, Anis Rahmani, directeur du groupe médiatique Ennahar, propriétaire d'Ennahar TV, est arrêté par la Gendarmerie algérienne. Il est poursuivi pour plusieurs chefs d'inculpation sans relation directe avec son activité de journaliste : trafic d’influence, obtention d’indus avantages, outrage à corps constitué, atteinte à la vie privée, non-respect de la loi sur le mouvement des capitaux de et vers l’étranger ; il est placé en détention provisoire,. Le 15 octobre 2020, il est condamné à 6 mois de prison pour diffamation dans une affaire l'opposant à Yassine Fodhil, directeur du magazine arabophone Echorouk El-Arabi. Le 15 novembre 2020, il est condamné à cinq ans de prison pour « enregistrement et diffusion d'une communication téléphonique qu'il a eue avec un officier supérieur de l'Armée », peine ramenée à trois ans en appel le 8 mars 2021. Le 13 juin 2022, poursuivi pour « mauvais usage des fonds de la Sarl El-Athir Presse, infraction à la règlementation des changes et trafic d'influence pour l'obtention d'indus avantages et fausse déclaration », il est condamné à dix ans de prison et à la confiscation de ses biens immobiliers et avoirs bancaires.

## Distinctions
| Année | Récompense                                                        | Catégorie                          | Nommé                                    | Résultat              | Source |
| ----- | ----------------------------------------------------------------- | ---------------------------------- | ---------------------------------------- | --------------------- | ------ |
| 2015  | 9e Ooredoo Media Star                                             | Meilleure production audiovisuelle | La Cybercriminalité, d'Ibtissam Bouslama | Lauréat               | [ 23 ] |
| 2016  | 19e Eutelsat TV Awards (en)                                       | Meilleure chaîne d'information     | Ennahar TV                               | Nomination (2e place) | ,      |
| 2016  | 19e Eutelsat TV Awards (en)                                       | Meilleur travail journalistique    | Yasser Lorabi                            | Nomination            | [ 86 ] |
| 2017  | Oscars de la Fédération internationale d'anti-corruption sportive | Meilleure chaîne de télévision     | Ennahar TV                               | En attente            | [ 87 ] |